# Grenzdurchgangslager Friedland

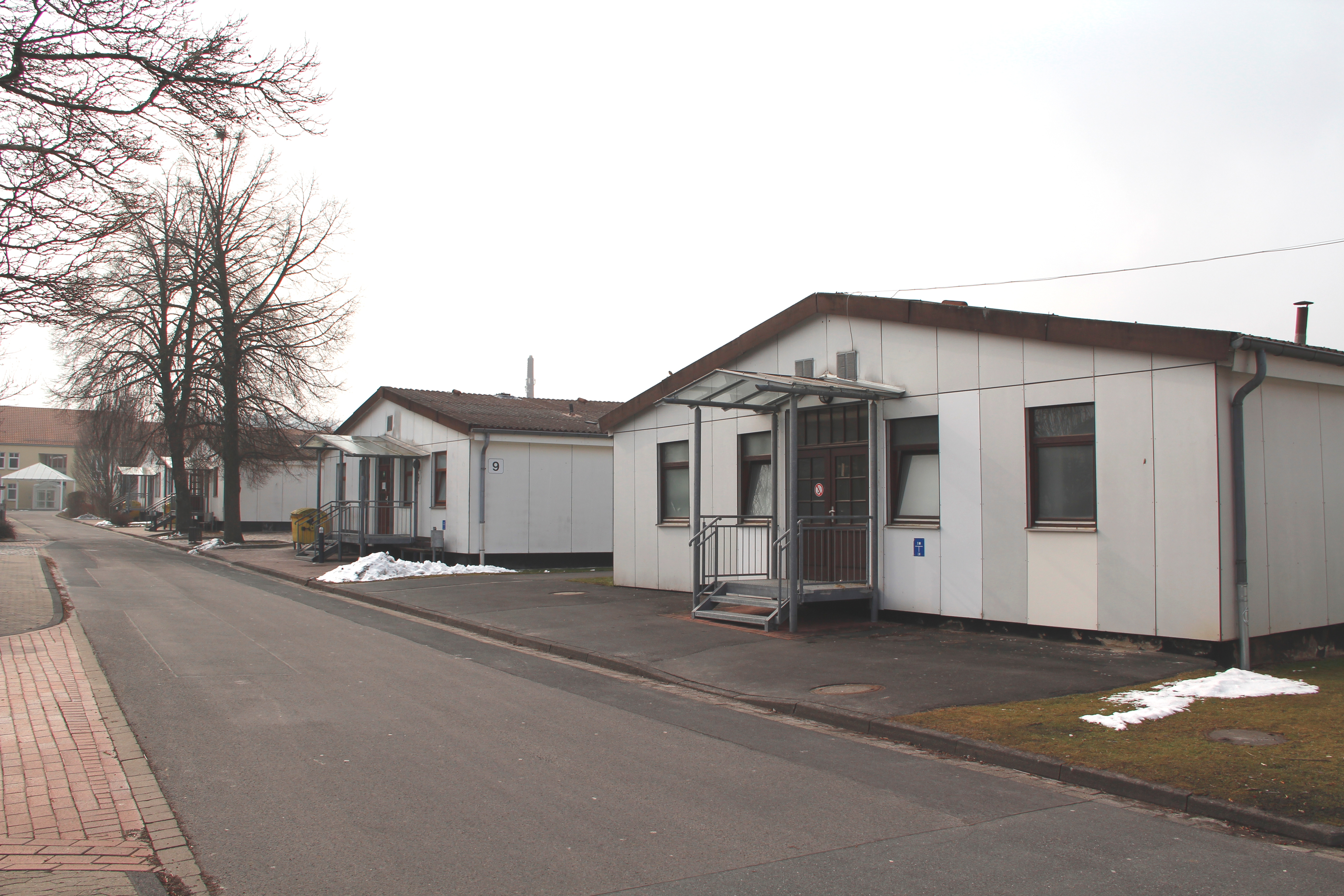
Unterkünfte im Lager Friedland

Das Grenzdurchgangslager Friedland liegt in der niedersächsischen Gemeinde Friedland im Landkreis Göttingen. Nach dem Zweiten Weltkrieg wurden darin vertriebene Deutsche aus den ehemals deutschen Ostgebieten und dem Sudetenland zeitweilig untergebracht. Das Grenzdurchgangslager wurde von der britischen Besatzungsmacht auf dem Gelände der nach Friedland ausgelagerten landwirtschaftlichen Versuchsanstalt der Universität Göttingen errichtet und am 20. September 1945 in Betrieb genommen. Heute ist das GDL Friedland ein Standort der Landesaufnahmebehörde Niedersachsen (LAB NI). Das Grenzdurchgangslager wird auch Tor zur Freiheit genannt.

## Anfänge

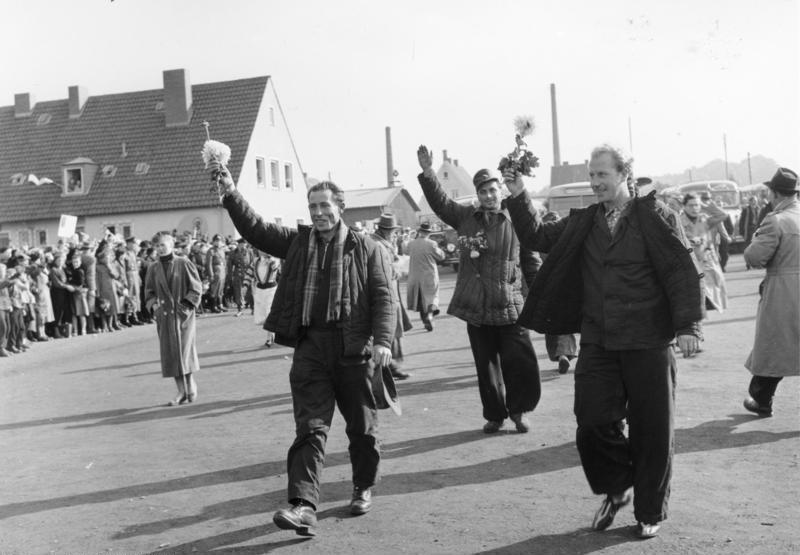
Heimkehrer im Lager Friedland, 1955

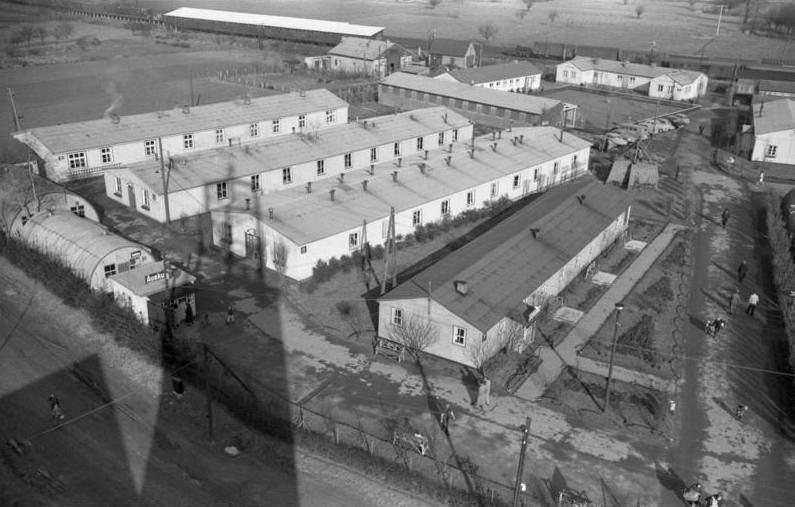
Lagerbaracken, 1958

Das von den Engländern am 26. September 1945 zum Sammelpunkt bestimmte Grenzdurchgangslager bestand zunächst aus Scheunen eines seit 1912 bestehenden Versuchsguts der Universität Göttingen sowie Baracken und Nissenhütten. Die Lage Friedlands am Grenzpunkt der Britischen Besatzungszone (Niedersachsen), der Amerikanischen Besatzungszone (Hessen) und der Sowjetischen Besatzungszone (Thüringen) sowie an der wichtigen Bahnstrecke zwischen Hannover und Kassel (Bahnstrecke Bebra–Göttingen) prädestinierten den Standort für ein Flüchtlingslager. Zu Beginn kamen Tausende Angehörige der Wehrmacht am Tag, bis Ende 1945 waren es 533.095. Sie erhielten den sogenannten D2-Schein als Dokument ihrer Entlassung aus dem Militärdienst, ihren Wehrsold und ein Entlassungsgeld, außerdem durch die Caritas Zivilkleidung aus Spenden.
Es war geplant, dass Flüchtlinge möglichst nur 24 Stunden bleiben sollten; sie wurden ärztlich untersucht und desinfiziert. Für den Ausbau des Lagers wurde Baumaterial beschlagnahmt und Kriegsgefangene herangezogen. Das Lager bekam einen Stacheldrahtzaun und an den Eingängen Schlagbäume; Besucher brauchten Passierscheine. Man hatte drei Arten von Baracken: Für Mütter mit Kleinkindern, für Männer und für Frauen. Zum Leiter des Lagers wurde bald ein ehemaliger deutscher Offizier bestellt. Die Flüchtlinge hatten Anspruch auf die Rationen der deutschen Zivilbevölkerung. Die Ankunft von Kindergruppen stellte eine besonders schwierige Situation für die Angestellten dar; man versuchte, die Angehörigen ausfindig zu machen und organisierte in Zusammenarbeit mit dem Deutschen Roten Kreuz (DRK) begleitete Reisen; später wurde es üblich, die Angehörigen telegrafisch zu benachrichtigen, dass sie ihre Kinder abholen sollten. Es gab spezielle Suchdienstsendungen im Radio, und Plakate wurden aufgehängt.
Im November 1945 nahm eine Stelle des Deutschen Caritasverbandes ihre Arbeit in Friedland auf. Auch die britische Heilsarmee und der YMCA waren vertreten. 1957 wurde der Verein Friedlandhilfe gegründet, um den Neuankömmlingen bei der Wiedereingliederung zu helfen. Die Hilfsorganisation stand unter der langjährigen Leitung von Johanne Büchting und warb rund 100 Millionen DM an Spenden ein.

## Herkunft der Ankömmlinge

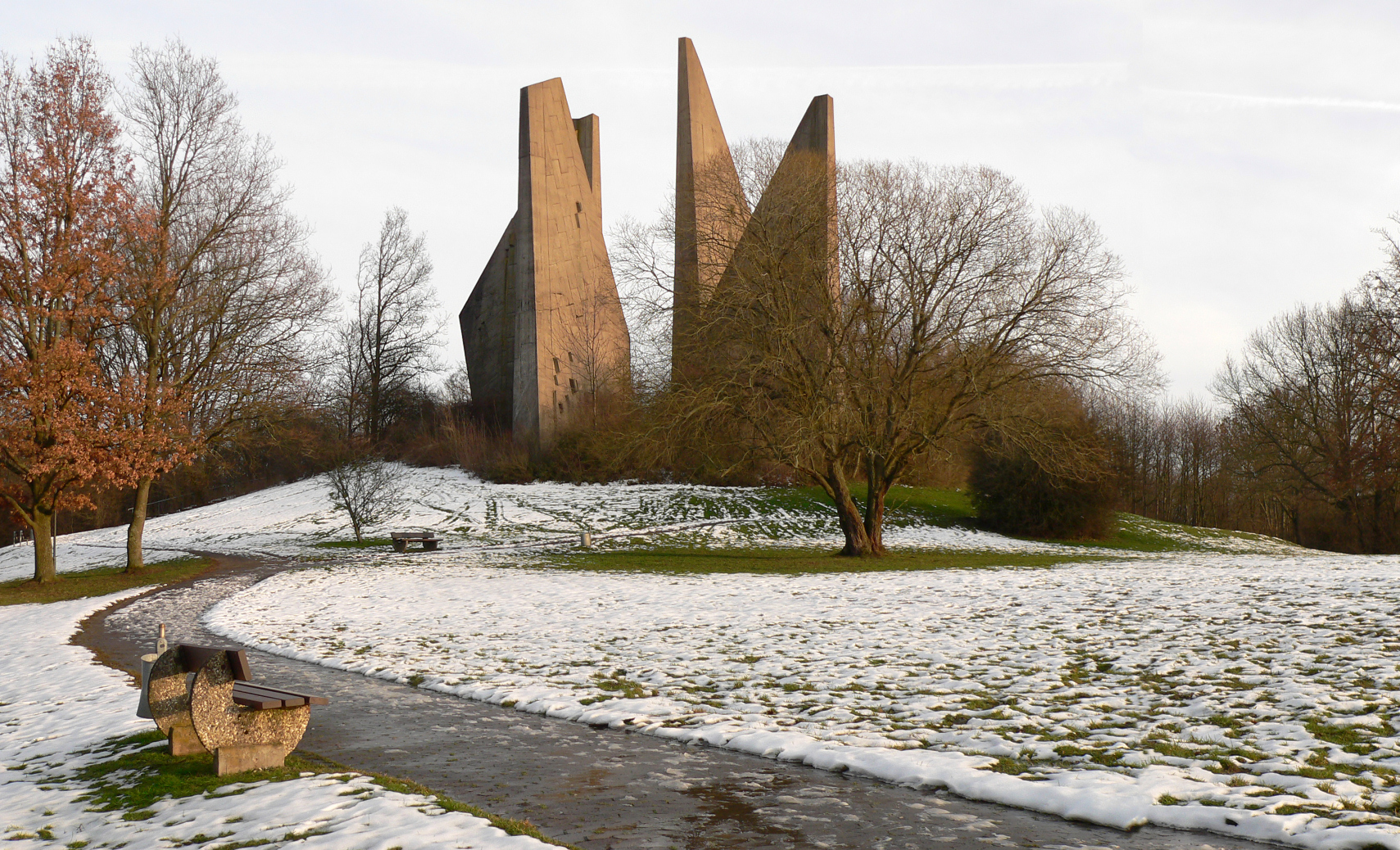
Heimkehrerdenkmal, errichtet 1967/68

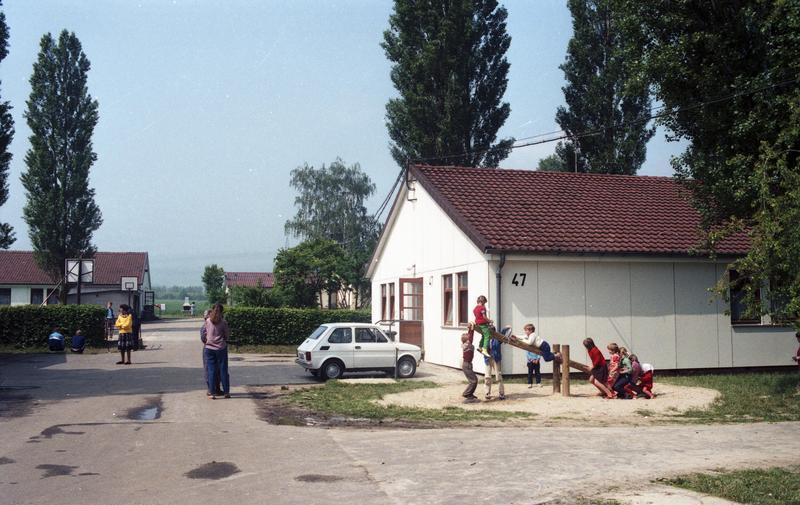
Straße im Lager, 1988

In den Jahren nach dem Zweiten Weltkrieg wurden zunächst Hunderttausende Heimkehrer aus der Kriegsgefangenschaft in Friedland empfangen. Wegen der großen Zahl wurde vorübergehend eine Außenstelle in Dassel eingerichtet. Nach einer Moskau-Reise des damaligen Bundeskanzlers Konrad Adenauer konnten im Oktober 1955 die letzten Kriegsgefangen sowie die SMT-Verurteilten und im Gulag inhaftierten deutschen Zivilisten bis auf wenige Ausnahmen aus der Sowjetunion zurückkehren. Zum Empfang der Heimkehrer wurde als „Choral von Friedland“ das Kirchenlied Nun danket alle Gott gesungen. Für die Heimkehrer und Kriegsgefangenen wurde auf der Erhebung des Hagenberges in Friedland 1967/68 das monumentale Heimkehrerdenkmal errichtet.
Seit Mitte der 1950er fanden über zwei Millionen Aussiedler, die seit 1993 als Spätaussiedler bezeichnet werden, Aufnahme im Grenzdurchgangslager. Dabei handelt es sich um Deutsche aus den ehemaligen deutschen Ostgebieten in Polen (Nieder- und Oberschlesien, Ostpreußen und Pommern) und anderen Staaten des Ostblocks, insbesondere aus der Sowjetunion und deren Nachfolgestaaten. Dieser Personenkreis wird auch weiterhin in Friedland aufgenommen. Seit dem 1. Oktober 2000 ist das GDL Friedland die einzige Erstaufnahmeeinrichtung des Bundes für Spätaussiedler in Deutschland.
Ende der 1980er Jahre bis zur Wiedervereinigung 1990 diente das Lager kurzzeitig Flüchtlingen und Übersiedlern aus der DDR als Erstunterkunft.
Seit dem 1. Januar 2011 ist das Grenzdurchgangslager offizielle Erstaufnahmeeinrichtung für Asylbewerber in Niedersachsen.
Darüber hinaus wurden auch Menschen aus weiteren Ländern aufgenommen: 1956 kamen nach dem ungarischen Volksaufstand Flüchtlinge aus Ungarn, 1973 kamen Verfolgte des Pinochet-Regimes aus Chile, 1978 waren es vor allem Boatpeople aus Vietnam, 1984 Tamilen aus Sri Lanka und 1990 Flüchtlinge aus Albanien. Ende März 2009 landeten die ersten 122 von insgesamt 2500 Flüchtlingen aus dem Irak mit einem Sonderflugzeug aus Damaskus in Hannover und wurden ins Grenzdurchgangslager Friedland gebracht. Fast alle gehörten der christlichen Minderheit an, die im Irak verfolgt wird. Im Jahr 2013 kamen in Folge des syrischen Bürgerkrieges die ersten von 5000 Kontingentflüchtlingen aus Syrien an. Die meisten stammten aus einem Flüchtlingslager im Libanon und wurden dort unter anderem vom UNHCR, der Caritas und der Internationalen Organisation für Migration ausgewählt.

## Heute
Heute ist das GDL Friedland als Standort der Landesaufnahmebehörde Niedersachsen (LAB NI) eine Erstaufnahmeeinrichtung für Asylbewerber. Bundesweit ist es die Erstaufnahmeeinrichtung für Spätaussiedler. Ebenso ist es eine Aufnahmeeinrichtung für die dem Land Niedersachsen zugewiesenen jüdischen Zuwanderer und Erstaufnahmeeinrichtung für Flüchtlinge, die im Rahmen von Resettlement-Programmen aufgenommenen werden oder denen im Rahmen anderer humanitärer Aufnahmeprogramme im Bundesgebiet vorübergehender Schutz gewährt wird.

## Museum Friedland

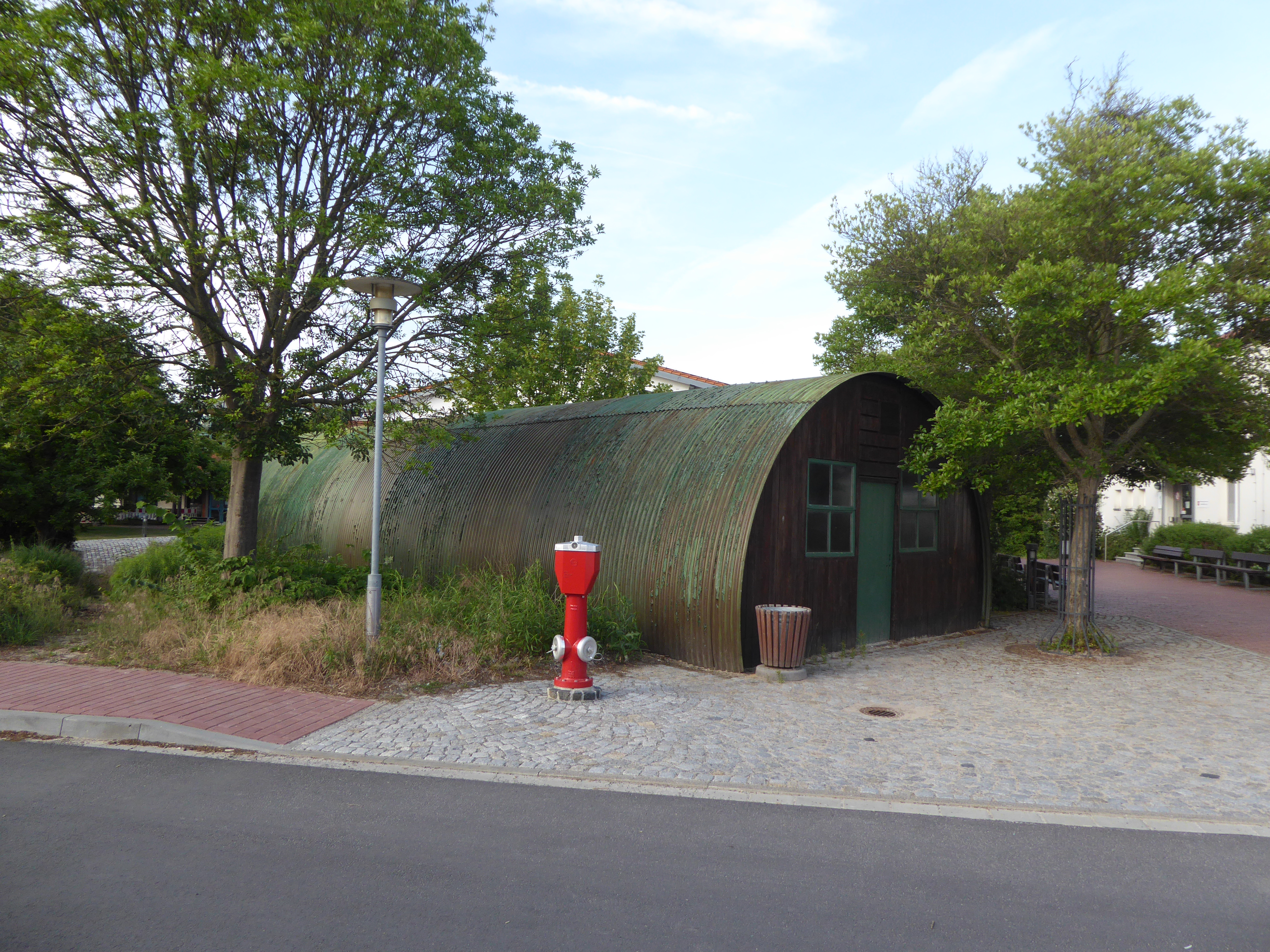
Rekonstruierte Nissenhütte im Lager Friedland, anfänglicher Ausstellungsort des Museums Friedland

Am 18. März 2016 wurde das Museum Friedland vom niedersächsischen Ministerpräsidenten Stephan Weil und dem niedersächsischen Innenminister Boris Pistorius eröffnet. Das Museum befindet sich nahe dem Lager im früheren Bahnhofsgebäude, das für fünf Millionen Euro umgestaltet wurde. Es präsentiert die Geschichte des Lagers, die Zeitgeschichte seit 1945 und einzelne Fluchtgeschichten. Bis zum Jahr 2025 soll für das Museum ein Erweiterungsbau inklusive einer Akademie entstehen. Die Kosten von rund 17 Millionen Euro teilen sich der Bund und das Land Niedersachsen.

## Sonstiges

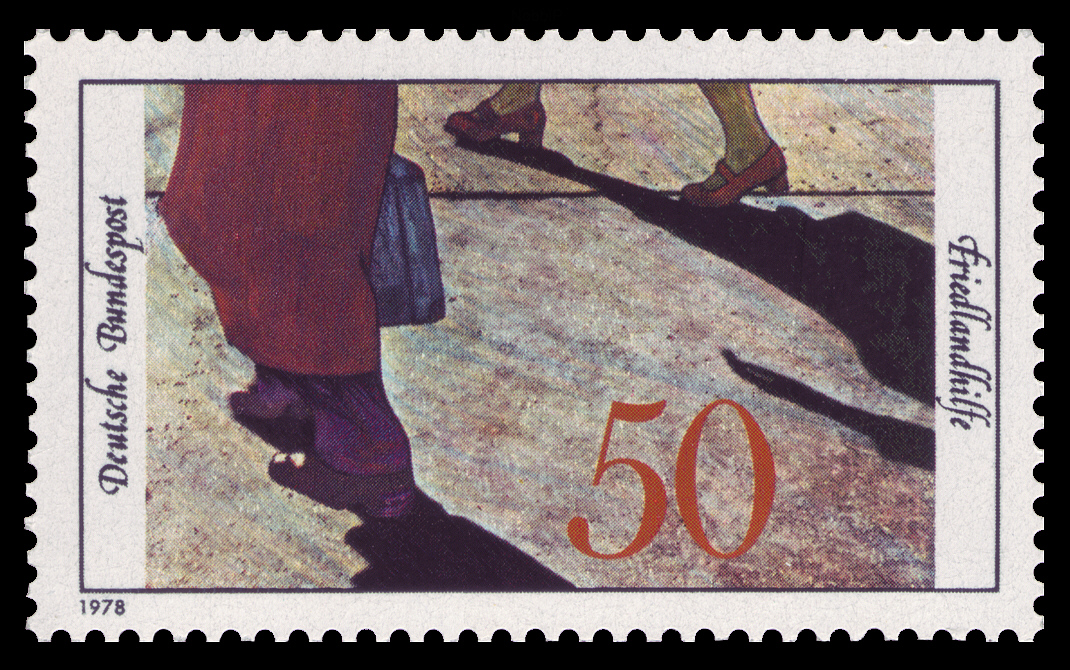
Sondermarke zum 30-jährigen Bestehen der Friedlandhilfe

Das GDL Friedland wurde bis heute (2018) zweimal auf der Bühne thematisiert: Im Jahr 2009 präsentierte hier die Werkgruppe 2 „Friedland“ gemeinsam mit dem Deutschen Theater Göttingen. 2014 hatte ein Theaterstück als Kooperationsprojekt zwischen der Universität Göttingen und dem Jungen Theater unter dem Titel „Schön, dass ihr da seid“ Premiere. Aus diesem Anlass erschien später der Dokumentationsfilm „Schleudertrauma“.